# 天主教達累斯薩拉姆總教區
天主教達累斯薩拉姆總教區 （拉丁語：Archidioecesis Daressalaamensis）是坦桑尼亞一個羅馬天主教教省總教區，下轄五個教區。
南桑吉巴宗座監牧區於1887年11月16日設立，1902年9月15日升為宗座代牧區，1953年3月25日升為總教區。此總教區是該國六個總教區之一。
緦教區管轄達累斯薩拉姆和濱海區中南部，2006年時有1,430,000名教友（佔轄區總人口29.8%）、50個堂區和187名司鐸。現任總主教為猶達·達陡·魯瓦伊奇，榮休總主教為玻里加·潘高樞機。